# Académie des Grands Montréalais
L’Académie des Grands Montréalais, fondée en 1988, est un organisme destiné à souligner l'apport de différents personnes à l'essor de Montréal, que ce soit en finance, en art, en sport ou en politique.

## Description
La Chambre de commerce du Montréal métropolitain (CCMM) chapeaute les activités de sélection, de nomination et de diffusion auprès du grand public. Un comité reçoit les nominations de la part des académiciens, effectue une sélection, laquelle est soumise au vote de tous les académiciens. Il n'y a que quatre nouveaux lauréats par année. L'annonce de leur intronisation est faite au mois d'avril.
Cette activité est faite en collaboration avec différents acteurs économiques, tels que Développement économique Canada et le journal les Affaires.
Les nommés ont, d'une façon ou une autre, contribué à l'essor de leur ville natale.
« Leur contribution à la collectivité et leur initiative, dans leur domaine respectif, constituent un exemple pour tous et témoignent d'un apport exceptionnel au prestige et au rayonnement de la Métropole, au pays et à l'étranger »
Ce titre ne signifie pas que la personne est originaire de Montréal. Par ailleurs, l'académie décerne aussi des prix d'excellence pour des thèses doctorales.

## Historique
L'académie existe depuis 1978 et compte environ 90 membres en 2005.
En décembre 2016, au cours d’une cérémonie organisée par la Ville, les 132 personnalités qui ont reçu le titre de Grand Montréalais ont été reconnues par l’Ordre de Montréal, nouvelle distinction honorifique de la Ville. L’Ordre a pris ainsi le relais de l’Académie des Grands Montréalais, pour valoriser la contribution exceptionnelle des bâtisseurs Montréalais et Montréalaises.

## Sources
1. ↑  Chambre de commerce du Montréal métropolitain, communiqué de presse du 24 avril 2001
2. ↑  Chambre de commerce du Montréal métropolitain, annonce du 21 octobre 2016